# Comparettia peruvioides
Comparettia peruvioides är en orkidéart som beskrevs av Mark W. Chase och Norris Hagan Williams. Comparettia peruvioides ingår i släktet Comparettia, och familjen orkidéer. Inga underarter finns listade i Catalogue of Life.